# Petra Rampre
Petra Rampre (* 20 de enero de 1980 en Ljubljana, Yugoslavia ) es una ex tenista eslovena.

## Carrera
Petra Rampre, que prefería jugar en arena y césped, comenzó a jugar tenis a los nueve años.
En el WTA Tour alcanzó una doble final en el torneo de Amberes 2000.
Entre 1998 y 2012 jugó varias veces para el equipo esloveno de la Fed Cup . Ella ganó un juego de diez participaciones.
Disputó su último partido en el circuito profesional en 2016.

## Vida personal
Petra Rampre desarrolló alopecia universal, que desembocó en la pérdida de todo su vello corporal. Por esta razón, ella llevaba un pañuelo.